# Ağaçlı
Ağaçlı (früher Anavarza) ist ein Ortsteil im Stadtbezirk Ceyhan der türkischen Provinz Adana mit 101 Einwohnern (Stand: Ende 2024). Ağaçlı liegt etwa 73 km nordöstlich der Provinzhauptstadt Adana und 33 km nördlich von Ceyhan. Ağaçlı hatte laut der letzten Volkszählung 98 Einwohner (Stand Ende Dezember 2010). Die Bevölkerung besteht hauptsächlich aus Tschetschenen.